# Victory Lakes
 (août 2025).
Victory Lakes est une census-designated place située dans le comté de Gloucester, dans l’État du New Jersey, aux États-Unis. Lors du recensement de 2020, elle compte 1 999 habitants.